# Absolution Tour
Absolution Tour es un DVD publicado por la banda británica de rock alternativo Muse el 12 de diciembre de 2005. Contiene casi todo el concierto que la misma ofreció en el Festival de Glastonbury el 27 de junio de 2004, además de seis pistas en vivo de actuaciones en Earls Court Exhibition Centre y Wembley Arena en Londres y en el teatro Wiltern de Los Ángeles. La lista de canciones se basa principalmente de la mayoría de las canciones del tercer álbum de estudio de la banda, Absolution. Este DVD también se incluyó de manera gratuita como disco extra en la publicación de una edición limitada del álbum siguiente, Black Holes and Revelations de 2006, en los Estados Unidos. Esta se trata de la única manera de encontrar una versión en NTSC del DVD

## El concierto
La mayoría de las canciones que aparecieron en el concierto de Muse en el Festival de Glastonbury aparecieron; las únicas que no aparecieron fueron «Citizen Erased», junto con el instrumental de «Take a Bow» en el teclado, «Stockholm Syndrome» y el riff de «Heartbreaker», el cual aparecía antes de «Time Is Running Out». La actuación en la que se basa el DVD es la ofrecida en la tercera y última noche —el domingo 27 de junio— del Festival de Glastonbury, Inglaterra de 2004. Muse se encargaría de cerrar el festival. El concierto duró alrededor una hora y media —aunque para el DVD se editó para una duración de poco más de una hora— y antes de la última canción, Matt lo calificó como «el mejor de sus vidas». Sin embargo, poco después de la finalización del mismo, el padre del baterista, William Howard, murió de un paro cardíaco a la edad de 62 años. Esto provocó la cancelación temporal de la gira.

## Lista de canciones
| Festival de Glastonbury |                                                  |          |  |
| N.º                     | Título                                           | Duración |  |
| 1.                      | «Hysteria»                                       | 4:12     |  |
| 2.                      | «New Born»                                       | 6:29     |  |
| 3.                      | «Sing for Absolution»                            | 4:55     |  |
| 4.                      | «Muscle Museum»                                  | 7:00     |  |
| 5.                      | «Apocalypse Please»                              | 4:42     |  |
| 6.                      | «Ruled by Secrecy»                               | 4:57     |  |
| 7.                      | «Interludio de piano + Sunburn» (teclado)        | 5:32     |  |
| 8.                      | «Riff de Glastonbury + Butterflies & Hurricanes» | 6:11     |  |
| 9.                      | «Bliss»                                          | 3:53     |  |
| 10.                     | «Time Is Running Out»                            | 4:20     |  |
| 11.                     | «Plug in Baby»                                   | 5:20     |  |
| 12.                     | «Blackout»                                       | 4:24     |  |

| Extras |                                                                   |          |  |
| N.º    | Título                                                            | Duración |  |
| 13.    | «Fury (en vivo en Los Ángeles)»                                   | 4:58     |  |
| 14.    | «The Small Print (en vivo en Earls Court)»                        | 3:40     |  |
| 15.    | «Stockholm Syndrome (en vivo en Earls Court)»                     | 7:15     |  |
| 16.    | «The Groove In the States (en vivo en Cincinnati / San Diego)»    | 9:56     |  |
| 17.    | «Thoughts of a Dying Atheist (en vivo en Wembley Arena)» (oculto) |          |  |
| 18.    | «Endlessly (en vivo en Wembley Arena)» (oculto)                   |          |  |